# مقاطعة مورغان (جورجيا)
مقاطعة مورغان (بالإنجليزية: Morgan County) مقاطعة تقع في ولاية جورجيا الأمريكية. اعتبارا من عام 2000، كان عدد السكان 15457. وتقديرات إحصاء عام 2005 يبين عدد سكانها 17492. هو مقر محافظة ماديسون، جورجيا.

## جغرافياً
وفقا لإحصاء عام 2000 فإن المقاطعة قد تبلغ مساحتها الإجمالية 354.60 كيلومتر مربع (918.4 km2) ، منها 349,64 كيلومتر مربع (905.6 km2) (أو 98.60 ٪) من الأراضي و4.96 كيلومتر مربع (12.8 km2) (أو 1.40 ٪) من الماء.

### الطرق السريعة الرئيسية
- الطرق المشتركة بين الولايات 20
- الطريق السريع 129
- الطريق السريع 278
- الطريق السريع 441
- جورجيا الطريق السريع الداخلي 12
- جورجيا الطريق السريع الداخلي 24
- جورجيا الطريق السريع الداخلي 83

### المقاطعات المجاورة
- مقاطعة أوكوني (شمال)
- مقاطعة غرين (شرق)
- مقاطعة بوتنام (جنوب شرق)
- مقاطعة جاسبر (جنوب غرب)
- مقاطعة نيوتن (غرب)
- مقاطعة والتون (شمال غرب)

### المناطق المحمية الوطنية
أوكوني للغابات الوطنية (جزء)

## الاكتشاف
أنشئت مقاطعة مورغان في 10 ديسمبر، 1807. خلال الحرب الأهلية الأميركية وقدمت مقاطعة الحرس بانولا، والتي كانت جزءا من الفيلق كوب.

## التركيبة السكانية
ابتداء من تعداد 2000 ، كان هناك 15457 شخص، 5558 من الأسر و 4301 العائلات المقيمة في المحافظة. كانت الكثافة السكانية 17/km² (44/mi²). كانت هناك 6128 وحدة سكنية في كثافة متوسط 7/km ² (18/mi ²). كان التركيب العرقي من الإقليم 69.69 ٪ أبيض، أسود 28.53 ٪ من اصل الأمريكي الأفريقي، 0.14 ٪ أمريكي أصلي، 0.33 ٪ آسيوي، 1.80 ٪ من الأجناس الأخرى.

## مدن وقرى
- بوستويك
- باكهيد
- ماديسون
- روتليدج